# دختر فراری
دختر فراری عنوان انتخاب شده در ایران، برای فیلم نخستین وعده دیدار (به فرانسوی: Premier rendez-vous) است. این فیلم یک فیلم کمدی فرانسوی به کارگردانی آنری دوکوا و با بازی دنیل داریو است که در سال ۱۹۴۱ (۱۳۲۰ خورشیدی) منتشر شد. این فیلم در طول اشغال آلمان، توسط شرکت کونتیننتال فیلمز در مجموعه‌ی استودیوهای فیلم‌سازی پاریس ساخته شد.
دختر فراری (نخستین وعده دیدار)، اولین‌ فیلم‌ خارجی‌ دوبله‌ شده به زبان فارسی می‌باشد که در ترکیه دوبله‌ شد و در ۵ اردیبهشت ۱۳۲۵ در سینما کریستال تهران نمایش داده شد.

## داستان
میشلین، دختر جوان یتیم و بزرگ‌شده در یتیم‌خانه عمومی، برای شرکت در اولین قرار ملاقاتش که توسط یک غریبه از طریق یک آگهی طبقه‌بندی‌شده ترتیب داده شده بود، فرار می‌کند. با این حال، غریبه، نیکولا روژمونت، یک استاد مسن، متوجه اشتباه خود می‌شود و چون نمی‌خواهد میشلین را ناامید کند، به او می‌گوید که به جای شخص دیگری که در آخرین لحظه نتوانسته بود در جلسه شرکت کند، آمده است. او میشلین را به خانه می‌برد. در آنجا، میشلین با پیِر، پسری جوان و خوش‌قیافه، آشنا می‌شود و عاشق او می‌شود.

## بازیگران
- دنیل داریو: میشلین
- لوئی ژوردان: پیر
- فرنان لودو: نیکولا روژمونت
- ژان تیسیه: رولاند (مغلم)
- گابریل دورزیا: مدیر یتیم‌خانه
- سوفی دماره: هنریت
- رزین لوگوت: آنجل
- سوزان دهلی: کریستوفین (ناظم)
- ژان پاردس: د واترمونت
- جورج مولوی: مدیر
- دنیل ژلین: چاوو-لاپلاس
- ژرژ مارشال: د وگلاس
- آنت پوآور: بازنشسته
- سیمون والر: بازنشسته
- ژاک چارون: دانشمند
- ژاک داکمین: دانشمند
- مارسل ماپی
- ژان نگرونی
- رابرت رولیس